# East Kip
East Kip är en kulle i Storbritannien.   Den ligger i kommunen Midlothian och riksdelen Skottland, i den centrala delen av landet, 500 km norr om huvudstaden London. Toppen på East Kip är 534 meter över havet, eller 133 meter över den omgivande terrängen. Bredden vid basen är 4,7 km.
Terrängen runt East Kip är kuperad åt nordväst, men åt sydost är den platt.Runt East Kip är det glesbefolkat, med 16 invånare per kvadratkilometer. Närmaste större samhälle är Edinburgh, 14,8 km nordost om East Kip. Trakten runt East Kip består i huvudsak av gräsmarker.